# ناحیه امرویل، شهرستان رد لیک، مینه سوتا
ناحیه امرویل (به انگلیسی: Emardville Township) یک منطقهٔ مسکونی در ایالات متحده آمریکا است که در شهرستان رد لیک، مینه‌سوتا واقع شده‌است.
 ناحیه امرویل ۱۱۸٫۲ کیلومتر مربع مساحت و ۲۱۷ نفر جمعیت دارد و ۳۴۵ متر بالاتر از سطح دریا واقع شده‌است.
درآمد متوسط برای یک خانواده در شهرستان 26875 دلار و متوسط درآمد یک خانواده 31719 دلار بود. درآمد متوسط مردان 25625 دلار در مقابل 21094 دلار برای زنان بود. درآمد سرانه برای این شهرستان 11943 دلار بود. حدود 18.0 درصد از خانواده ها و 18.7 درصد از جمعیت زیر خط فقر بودند، از جمله 26.2 درصد از افراد زیر هجده سال و 5.7 درصد از افراد 65 سال یا بیشتر.